# Stemmen
Stemmen est une municipalité allemande du land de Basse-Saxe et de l'arrondissement de Rotenburg.

## Source
- (de) Cet article est partiellement ou en totalité issu de l’article de Wikipédia en allemand intitulé « Stemmen (Landkreis Rotenburg) » (voir la liste des auteurs).